# Hultehouse
Hultehouse é uma comuna francesa na região administrativa de Grande Leste, no departamento de Mosela. Estende-se por uma área de 4,58 km². Em 2010 a comuna tinha 371 habitantes (densidade: 81 hab./km²).